# Adam Löhr
Adam Löhr (* 12. September 1889 in Heiligenwald; † 22. Januar 1938 in Berlin-Lichterfelde) war ein deutscher Kommunist und im Arbeitersport aktiv.

## Leben
Adam Löhr wuchs in Heiligenwald als Sohn einer katholischen Bergmannsfamilie auf. 1909 ging er als Rottenarbeiter zur Eisenbahn. Nach dem Ersten Weltkrieg, in dem er verwundet wurde, politisierte er sich und trat der Gewerkschaft und der KPD bei. Im Dezember 1920 wurde er Gründungsmitglied des KPD-Ortsvereins in Heiligenwald. Für die KPD saß er im Gemeinderat. Zudem war er als Schöffe beim Amtsgericht Ottweiler und als Vertrauensmann der Eisenbahner-Gewerkschaft tätig. Sportlich betätigte er sich als Ringer im Arbeiter-Athletenbund. 1930 übernahm er die technische Leitung des Athletenbundes im Saargebiet, der kommunistisch orientiert war.
Löhr war ab 1929/30 Mitglied in der Revolutionären Gewerkschafts-Opposition und in deren „rotem“ Verband der Eisenbahner für das Saarland. Als offen kommunistisches Gewerkschaftsmitglied wurde er im Dezember 1932 entlassen und verlor damit auch seine Dienstwohnung. Er blieb in Heiligenwald und arbeitete als Vertreter. 1933 wurde er zu sechs Wochen Haft wegen der Teilnahme an einer verbotenen Versammlung verurteilt.
Löhr engagierte sich in der Saarabstimmung und war auch als Beisitzer am Abstimmungstag eingesetzt. Mit Bekanntgabe des Abstimmungsergebnisses floh er zunächst nach Forbach. Da ihn seine Frau jedoch nicht begleiten wollte, kehrte er zurück. Offiziell gab er einen Rückzug ins Private bekannt. Ob er einer Gruppe von Kommunisten angehörte, die sich auch nach dem Anschluss an das Dritte Reich zwischen Merchweiler und Heiligenwald trafen, ist unbekannt. Sicher ist jedoch, dass er zusammen mit einigen Kommunisten verhaftet wurde, nachdem zwischen den beiden Ortschaften eine Rote Fahne gehisst wurde. Seine Schutzhaft im Saarbrücker Lerchesflur-Gefängnis dauerte drei Monate. Aus Mangel an Beweisen wurde das Verfahren zwar eingestellt, doch Löhr wurde in eine Außenstelle des KZ Sachsenhausen in Berlin-Lichterfelde verlegt, wo er am 22. Januar 1938 an einem Blutsturz verstarb.
Adam Löhr wurde von der Exilpresse als Märtyrer gefeiert. Im Saarland dagegen wurde sein Tod vor allem als lähmend für den innerdeutschen Widerstand aufgenommen. Am 1. Mai 1938 schmuggelten Widerstandsgruppen aus Lothringen ein Flugblatt mit einem Porträt Löhrs nach Deutschland.